# Ethel Reed

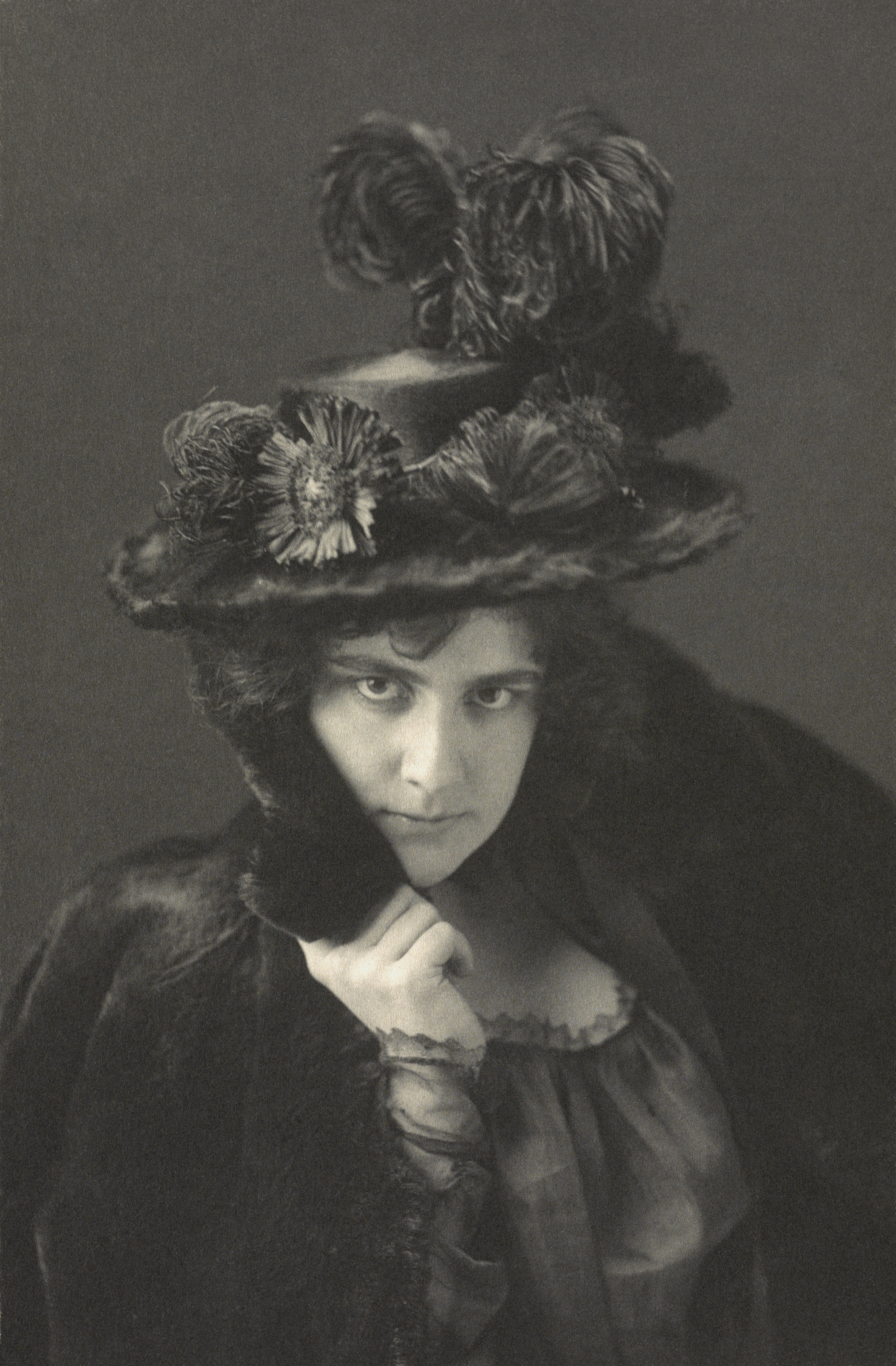
Ethel Reed, fotografiert von Frances Benjamin Johnston (ca. 1895)

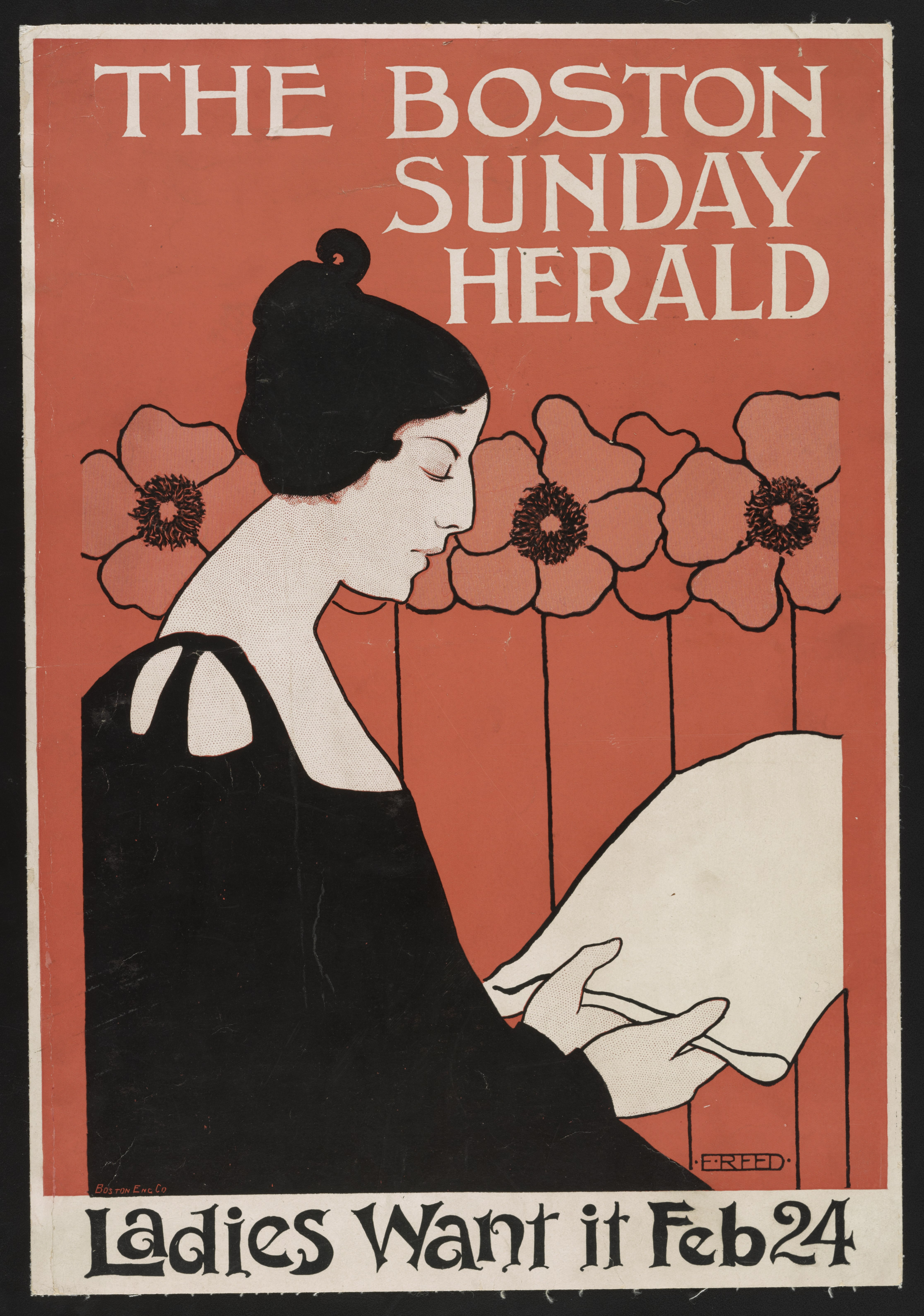
The Boston Sunday Hearld – Farblithographie (um 1895 oder 1901)

Ethel Reed (* 13. März 1874 in Newburyport; † 1912) war eine amerikanische Grafikdesignerin, die hauptsächlich Poster und Illustrationen für literarische Publikationen entworfen hat. Sie wurde häufig kritisiert, ihre Arbeit sei weniger bemerkenswert, als jene ihrer männlichen Kollegen. Allerdings verdeutlicht ihr Leben und ihre Arbeit die Hürden, die eine weibliche Künstlerin bzw. Gestalterin im 19. Jahrhundert in einer männlich dominierten Branche zu überwinden hatte.

## Leben
Ihre Eltern waren Mary Elizabeth Mahoney und der Fotograf Edgar Eugene Reed, der 1892 starb, was Reed und ihre Mutter in große Geldnot brachte, die eigentlich ihr ganzes Leben anhielt. Mit 12 Jahren gewann sie einen Preis für ihre Malerei, woraufhin Laura Coombs Hill, eine Illustratorin aus Newburyport, auf ihr Talent aufmerksam wurde, die sie in Malerei unterrichtete. Nach einem Umzug nach Boston, wo sie auch die meiste Zeit ihrer Karriere verbrachte, besuchte sie für kurze Zeit die Cowles Art School in Boston. Die meisten ihrer Fähigkeiten brachte sie sich dennoch selber bei. In den Jahren danach wuchs die Aufmerksamkeit für ihre Arbeit stetig. Im Laufe ihrer kurzen Karriere, die nur etwa zwei Jahre dauerte, gestaltet sie Plakatserien, Cover und Buchillustrationen. Ihr Wunsch war es, unabhängig als Frau zu leben und sich selbst finanzieren zu können. Noch ungewöhnlicher für die Zeit, in der sie lebte, war der Wunsch, selbstbestimmten Sex haben zu können. Sie setzte sich gegen alle Widerstände durch und lebte ihr kurzes Leben so, wie sie es wollte, auch wenn dem Hürden, wie zum Beispiel ständige Geldnot und ihre Suchtkrankheit im Weg standen. Entsprechend waren Themen wie Sexualität, Selbstbestimmung, gesellschaftliche Ansprüche, aber auch Klassenungleichheiten, mentale Gesundheit und Abhängigkeit Inhalte ihrer Arbeiten. Mitte der 1890er Jahre verlobte sie sich mit dem Künstler Philip Leslie Hale, der aus einer bekannten Bostoner Familie stammte. Die Verlobung wurde kurze Zeit darauf jedoch wieder annulliert, da Hale’s Eltern gegen diese Verbindung waren. Daraufhin zog Reed mit ihrer Mutter nach Europa, wo sich ihre Spur 1898 verläuft. Während ihrer Zeit in Europa gebar sie zwei Kinder von zwei verschiedenen Männern, was für die damalige Zeit sehr ungewöhnlich war. Sie starb mit nur 38 Jahren, vermutlich wegen Alkoholkrankheit und einer Opiumsucht, die sie bereits seit ihrer Jugend begleitete.

## Werk
Ihre kurze aber intensive Karriere begann mit einer Skizze und einem Freund, der ihr Talent sah und ihr vorschlug, einen Entwurf an die  Tageszeitung Sunday Herald zu senden, eine spezielle Ausgabe des Boston Herald für weibliches Publikum. Die Zeitschrift bestand zur damaligen Zeit noch aus Nähmustern und Papierpuppen zum Zusammenbauen. Das von Reed circa 1895 gestaltete Cover zeigt eine Frau in der Seitenansicht, die sehr stark an sie selbst erinnert mit der Bildunterschrift „Ladies Want It“. Im Hintergrund stehen in einer Reihe Mohnblumen, die ein Hinweis auf ihre Opiumsucht sein können. „Ladies Want It“ als Bildunterschrift von einer sexuell sehr aktiven Frau könnte etwas anderes suggerieren als nur der Willen nach einer Zeitschrift. Stilistisch wurde sie durch die französische Art Nouveau Bewegung und japanische Kunst inspiriert, die sich florale Motive und die Betonung der Linie auszeichnet. Das Aufsehen der Öffentlichkeit erlangte Reed schließlich durch eine Serie von Plakaten für den Boston Sunday Herald im Jahr 1885. Ethel Reed nutzt vorzugsweise Bilder von Frauen, gut durchdachte Blumenillustrationen oft kombiniert mit typografischen Elementen, die den bildlichen Elementen dabei aber nicht im Weg stehen. Ethel Reed war eine talentierte, sehr produktive Gestalterin.

Auswahl von Werken
Miss Träumerei (1895)
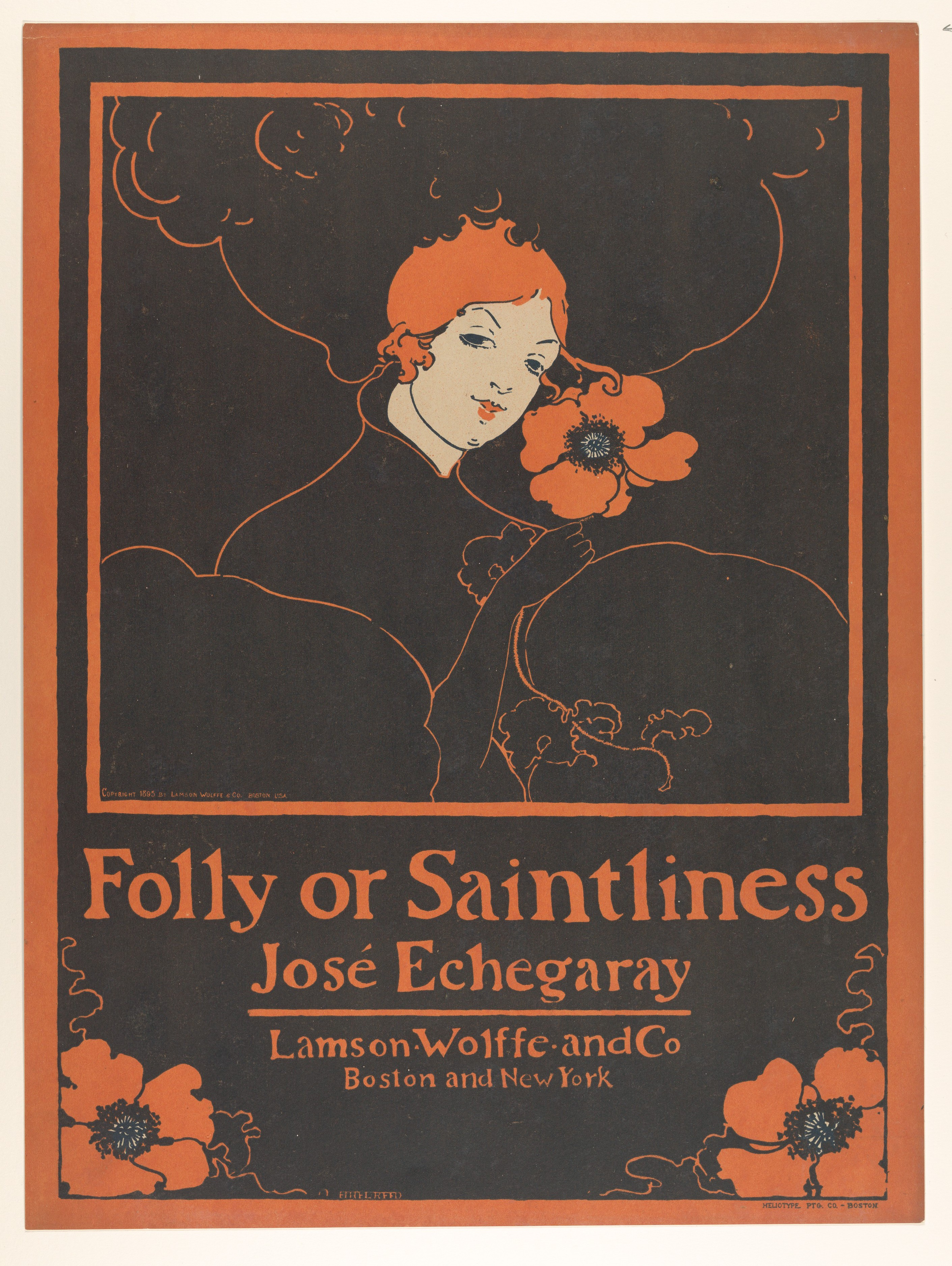
Folly or Saintliness (1895)
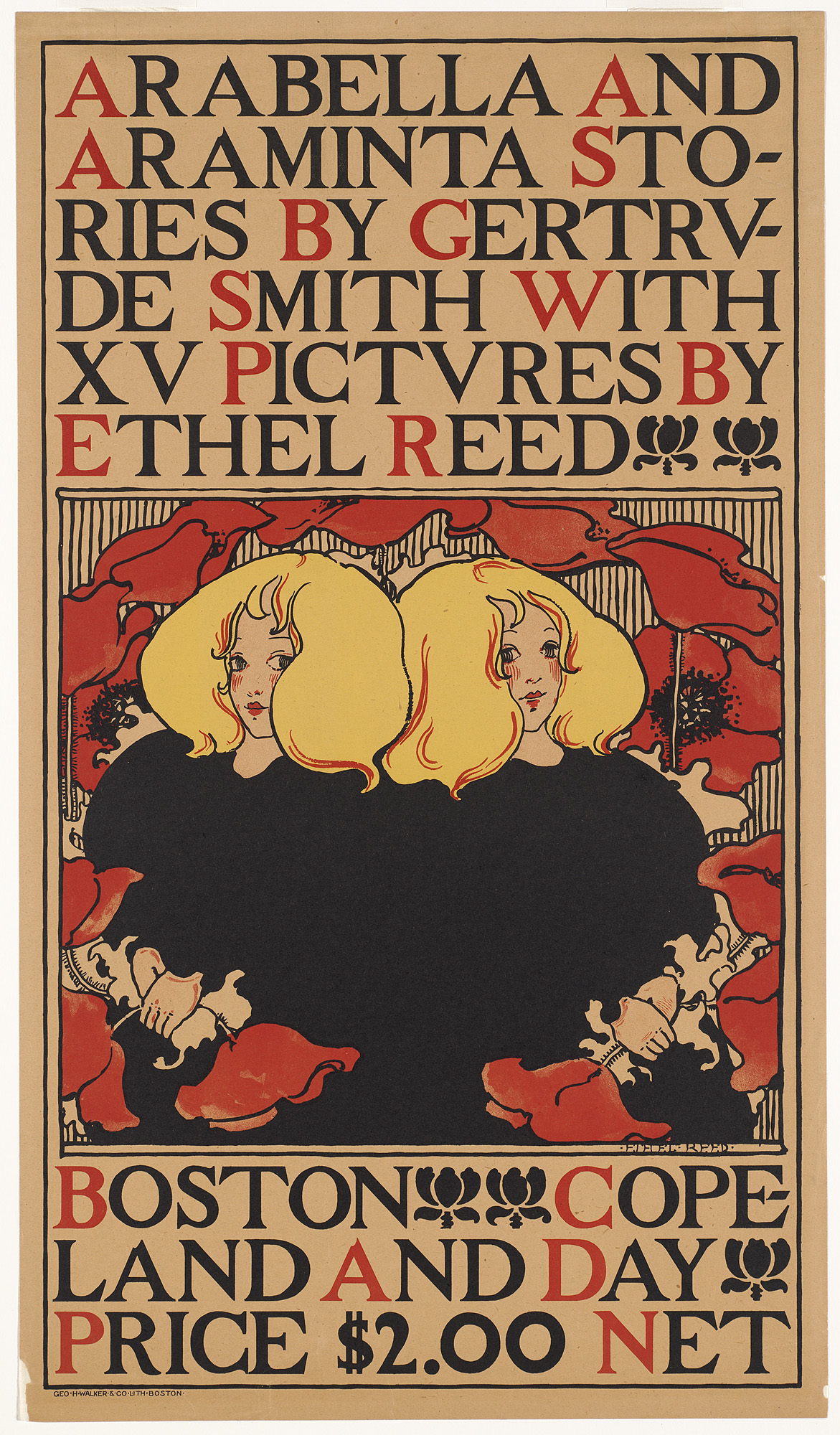
Arabella and Araminta (1900)
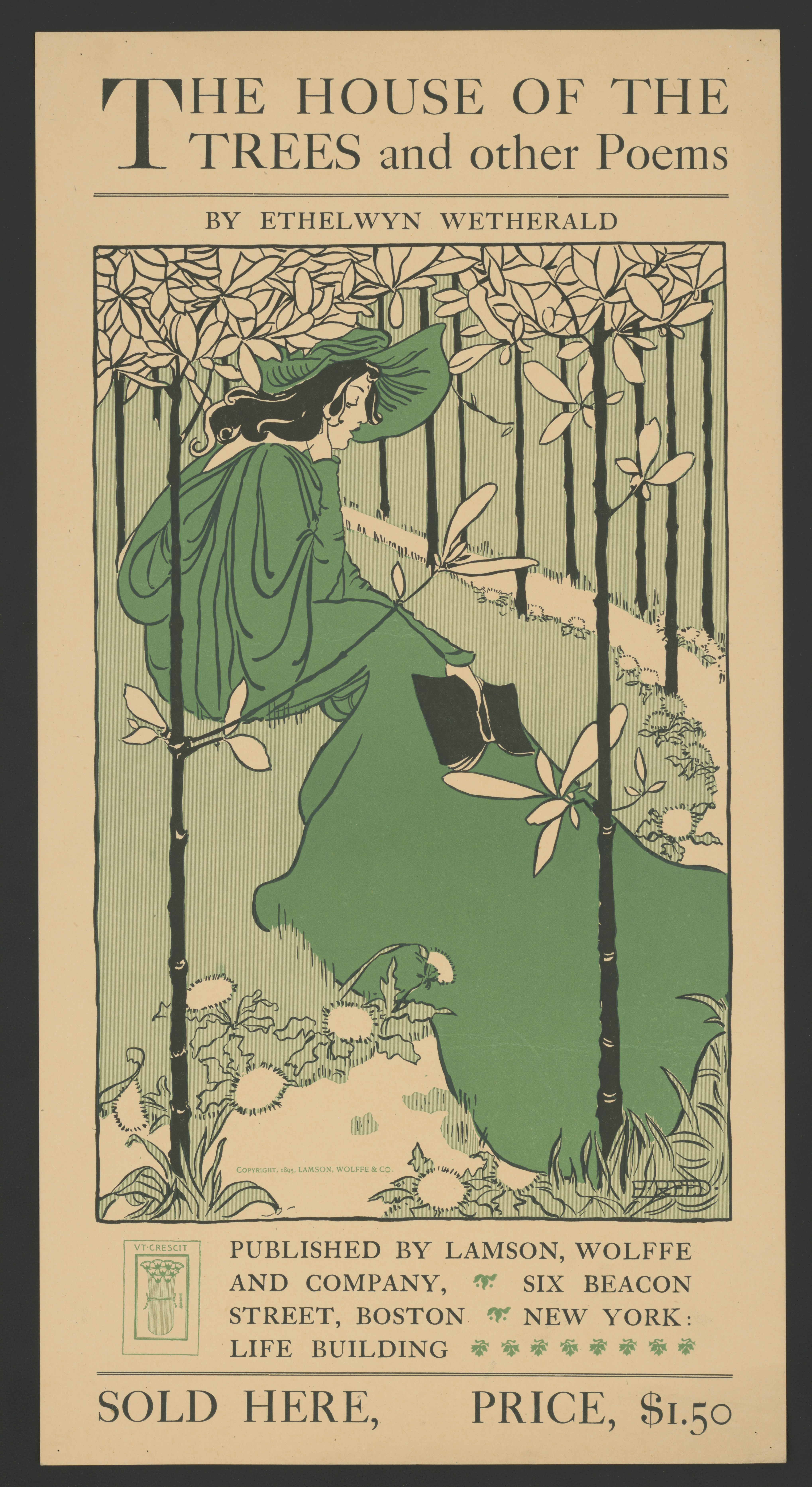
The house of the trees and other poems (1895)
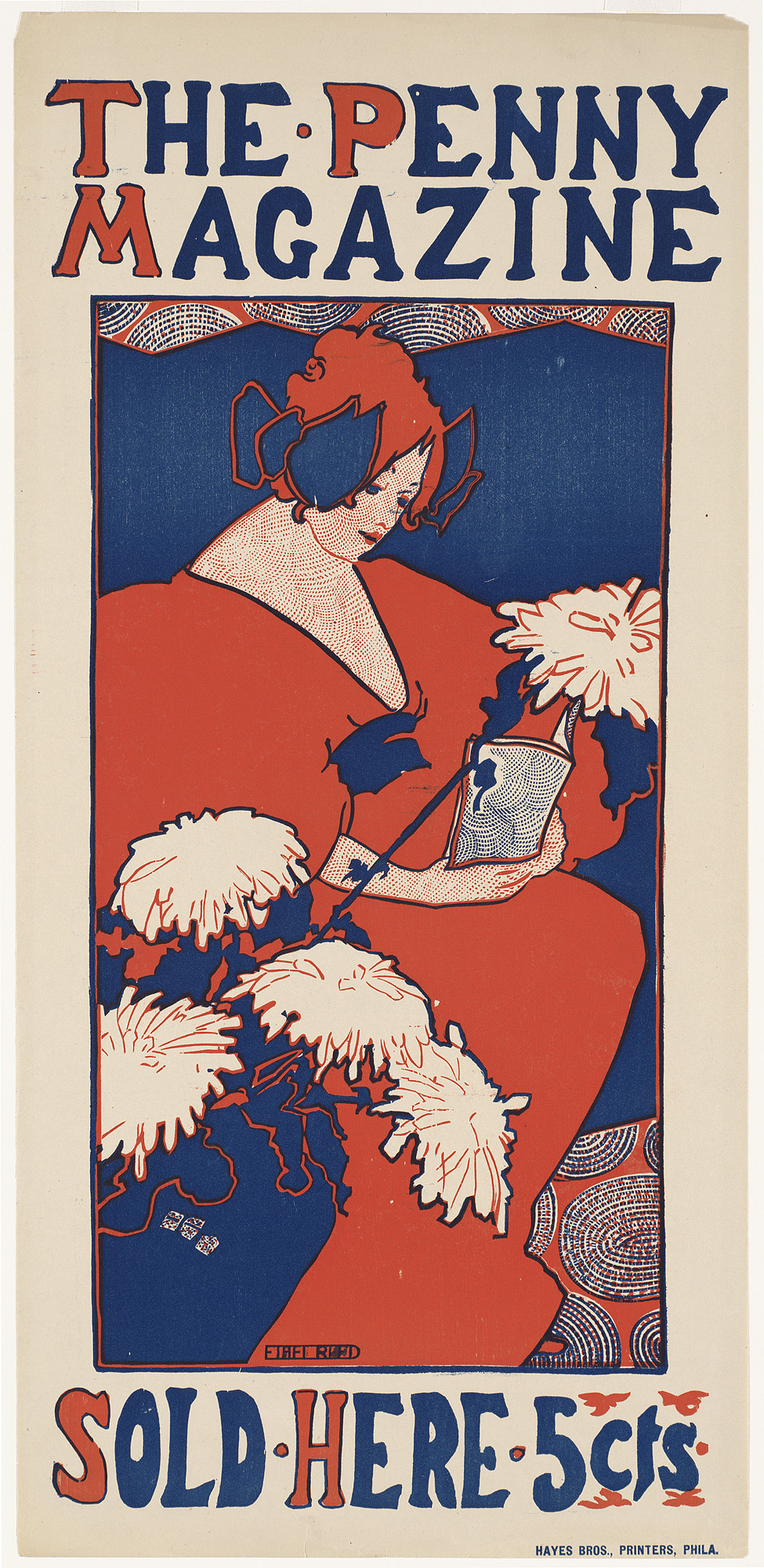
The penny magazine (1890/1920)